# Roparrörelsen

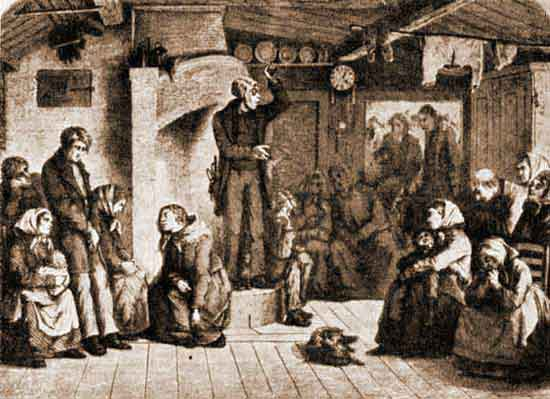
En kolportör i en småländsk stuga. Teckning i Ny Illustrerad Tidning.

Roparrörelsen var den väckelse som banade väg för folkväckelsen och friförsamlingsrörelserna i Sverige. Roparna förekom mest i Småland, Västergötland, Värmland och Närke. Sitt mest intensiva stadium upplevde väckelsen i början av 1840-talet. I huvudsak försvann rörelsen 1843, men i Närke hade den efterdyningar även senare år.
Rörelsen var kortvarig men fick stor betydelse för folkväckelsens framväxt. Pigor, barn, bonddöttrar och unga män höll under lugna eller extatiska tillstånd skakande domspredikningar, vilket samlade stora skaror. Roparna var till åldern 2–30 år, de flesta från tonåren och uppåt.

## Bakgrund
Man har sökt finna bakgrunden till roparrörelsen i bland annat hoofianismen, som gick tillbaka till Jacob Otto Hoof i Svenljunga. Hans predikningar präglades av gammalpietetiskt fromhetsideal. Anhängare till denna rörelse kallades Hoofianer och fanns i Småland och Västergötland. Roparrörelsen uppträdde däremot snarare spontant och oförklarligt.

## Reaktion mot samtidens lastbara leverne
Roparrörelsen framstod som en reaktion mot den tidens lastbara leverne. Förkunnelsen innehöll dom och straff över all slags lögn, flärd och hyckleri, samt det extremt utbredda drickandet av alkohol, samt hänvisningar till förlåtelse och nåd hos Gud.
Predikningarna var många och kunde variera mycket i längd. Folk kom vandrande långa sträckor för att lyssna på roparna, främst egendomslösa och torpare som hade drabbats hårdast av den tidens hungerår. Fattigdomen var mycket utbredd, till stor del på grund av det omåttliga supandet; löner betalades ofta i form av sprit. Vid samlingarna ställdes ofta krav på förändringar av både kyrkligt och världsligt slag.

## Motstånd från överheten
Roparna mötte hårt motstånd av präster som tog polis och landshövdingemyndigheter till sin hjälp, eftersom folksamlingarna ansågs vara brott mot lagen, Konventikelplakatet, som förbjöd offentliga, religiösa samlingar ledda av lekmän, det vill säga personer som inte var präster i den dåvarande svenska statskyrkan. Även läkare föreskrev olika medikamenter för att få slut på "predikosjukan". Det förekom att roparna blev fängslade och torterade, särskilt de som uppnått straffmyndig ålder.

## "Religionskriget" i Kvistbro i Närke
Roparrörelsen hade en stark anknytning till Närke. Kvistbro socken blev ett centrum för roparna i Närke, där friluftsmöten hölls med upp till 3 000 åhörare. 
Till Kvistbro anlände midsommaren 1843 tre vandrande ropare från Västergötland. Det var Adam Smedberg, född 1813 i Dala socken, Skaraborgs län, som hösten innan i Kyrkefalla kommit i kontakt med en ropare, Johan Magnus Vigerell och en 14-årig pojke, Johannes Ljungholm. Vid detta möte hade cirka 3 000 personer samlats. Adam Smedberg stod uppe på en hästskrinda och talade. Efter ett par timmars predikan skall han ha fallit baklänges av skrindan och låg sedan som död på marken. Då hoppade den 14-årige Johannes upp och fortsatte att predika tills Smedberg kvicknat till igen och kunde fortsätta. Det berättas att även flera av åhörarna föll till marken och låg avsvimmade.
Detta blev för mycket för landshövdingen i Örebro, Erik Johan Bergenschöld, som sände ut manskap för att gripa Smedberg, vilket resulterade i häftiga sammanstötningar med massorna, som tog ställning för roparna och beväpnade sig med påkar och bössor. Efter tre dagars slagsmål och palaver kunde Smedberg och 14 andra gripas. Händelsen har kallats för "religionskriget i Kvistbro".
Smedberg och ett 20-tal andra dömdes till böter och fängelse. Smedberg blev nedbruten av bestraffningen och predikade aldrig mer. Han dog 1892 i Hova fattighus, Skaraborg.

## Andra förkunnare
Även en förkunnare vid namn Otto Engström räknades till roparna i Närke, och fortsatte trots upprepade fängelsevistelser att predika. Engström och senare August Carleson räknas som övergångare till Risebergarörelsen och därmed till den svenska väckelserörelsen i stort.

## I kulturen
Filmen Barfota Rop från 2023 är baserad på händelser när Roparrörelsen växte fram.